# Alberto Morán
Alberto Morán (nacido como Remo Andrea Domenico Recagno, Strevi, 15 de marzo de 1922 - Buenos Aires, 16 de agosto de 1997) fue un cantante de tango argentino.

## Biografía
Alberto Morán era italiano, nació en Strevi una ciudad cercana a Milán y llegó a la Argentina con casi cuatro años, el 3 de febrero de 1926, instalándose en Buenos Aires.
Comenzó cantando en una formación de barrio, para continuar enseguida en una orquesta de segunda línea pero muy aceptada, la del bandoneonista Cristóbal Herreros, con quien actúa en el Café El Nacional.
El joven cantor llama la atención del maestro Osvaldo Pugliese quien envía a varios de sus músicos para que lo escuchen y den su opinión. Finalmente Pugliese lo lleva a Radio El Mundo para realizar una prueba tras lo cual lo contrata, no sin antes sugerirle que utilice más su media voz.
Morán, como muchos otros cantores, nunca estudió música ni canto, lo que sumado a su estilo vehemente y su vida bohemia hizo que arriesgara su garganta a tal punto que su voz declinaría tempranamente.
Con Osvaldo Pugliese grabó 54 temas desde enero de 1945 hasta marzo de 1954. Pero el éxito logrado no tuvo su correlato en lo económico y esto hizo que la relación con Pugliese no fuera la mejor.
Desde el punto de vista técnico la etapa con Pugliese es la más rescatable tanto por la frescura de su voz juvenil como también por un fraseo delicado que luego abandonaría en su etapa de solista. Las interpretaciones de “La mentirosa”, de “Quiero verte una vez más” y de “Desvelo (De flor en flor)” son ejemplos de lo dicho.
Cuando se retira y forma su orquesta que dirige el pianista Armando Cupo comienza su declinación, pero el éxito sigue siendo desmedido, y ya pasados los 70 años, cuando no era ni una mala imitación de lo que había sido seguía despertando aplausos y vítores.
Su repertorio fue amplio y variado, siendo sus temas más solicitados: “San José de Flores”, “El abrojito” y “Pasional”.
Junto al músico Armando Cupo grabó 46 veces, desde agosto de 1954 a mayo de 1959. Entre 1968 y 1970 se reunieron nuevamente y grabaron 24 títulos más. Sus grabaciones suman un total de 152 registros.
El Tano Morán murió en Buenos Aires, pobre y sufriendo de depresión, el 16 de agosto de 1997.